# Відкрита гірнича технологія

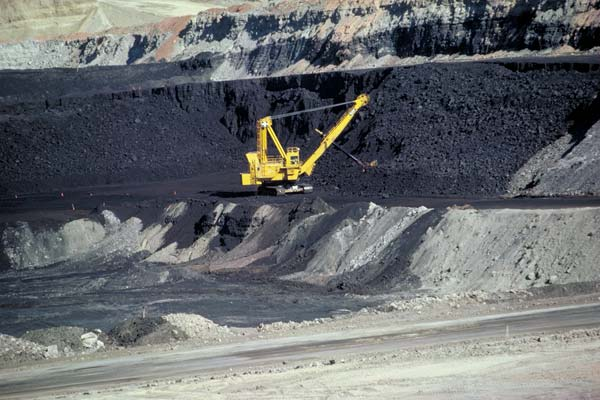
Вугільний кар'єр у штаті Вайомінг, США.

Відкрита гірнича технологія (рос. открытая горная технология, англ. surface mine technology, opencast mine technology; нім. Tagerbautechnologie f) — наукова дисципліна про відкритий спосіб розробки родовищ корисних копалин. Входить до системи гірничих наук. Відкрита гірнича технологія вирішує завдання раціонального виймання корисних копалин і вмісних порід, їх навантаження і переміщення в межах кар'єрного поля, внутрішньокар'єрного осереднення, формування відвалів, рекультивації земель. Відкрита гірнича технологія пов'язана з геологічними науками, гірничою геомеханікою, гірничим машинознавством, математикою, фізикою, економікою та ін. Як науковий напрямок відкрита гірнича технологія сформувалася у 20-х рр. XX ст.